# Sounds of the Universe
A Sounds Of The Universe a Depeche Mode 2009-ben megjelent, sorrendben tizenkettedik stúdióalbuma.

## Az albumon hallható számok
| Szám                        | Szerző                                         | Hossz |
| --------------------------- | ---------------------------------------------- | ----- |
| 1. In Chains                | Martin Gore                                    | 6:53  |
| 2. Hole to Feed             | Dave Gahan, Christian Eigner, Andrew Phillpott | 3:59  |
| 3. Wrong                    | Gore                                           | 3:13  |
| 4. Fragile Tension          | Gore                                           | 4:09  |
| 5. Little Soul              | Gore                                           | 3:31  |
| 6. In Sympathy              | Gore                                           | 4:54  |
| 7. Peace                    | Gore                                           | 4:29  |
| 8. Come Back                | Gahan, Eigner, Phillpott                       | 5:15  |
| 9. Spacewalker              | Gore                                           | 1:53  |
| 10. Perfect                 | Gore                                           | 4:33  |
| 11. Miles Away/The Truth Is | Gahan, Eigner, Phillpott                       | 4:14  |
| 12. Jezebel                 | Gore                                           | 4:41  |
| 13. Corrupt                 | Gore                                           | 5:04  |

Az album tartalmaz még egy 41 másodperces, a Corrupt-hoz tartozó rejtett számot, amely a szám után 8:17-től hallható.

### Különböző kiadások, verziók
Az album hat különböző formában került kiadásra.

#### Standard CD
A 13 számot tartalmazó normál album.

#### Digitális letöltés
Az iTunes Store oldaláról letölthető változat a Standard CD számain kívül két bónusz számot is tartalmaz:
- Oh Well (Black Light Odyssey Dub) – 5:02
- Wrong (Trentemøller Remix Edit)

#### Bakelit lemez
A Standard CD 13 számát tartalmazza 2 db bakelit lemezen, továbbá magát a Standard CD-t.

#### Különleges kiadás CD+DVD
A Standard CD 13 számán kívül extra tartalom két videó-film a DVD-n:
- Sounds of the Universe (rövidfilm) – 10:05
- Wrong (promóciós videó) – 3:16

További négy bónusz szám a CD-n:
- Sounds of the Universe 5.1-es surround hanggal
- In Chains (Minilogue's Earth Remix)
- Little Soul (Thomas Fehlmann Flowing Ambient Mix)
- Jezebel (SixToes Remix)

#### iTunes Pass verzió
Az iTunes Pass hozzáférést jelent az iTunes Store-on amellyel korlátozott darabszámban lehet kiadványokat letölteni – általában röviddel az album megjelenése után promóciós céllal. A Sounds Of The Universe volt az első album ami elérhető volt ilyen formában az iTunes Pass 2009. február 24-ei bemutatásakor. A Standard CD számain kívül a következő dalokat tartalmazza:
- Oh Well (Black Light Odyssey Dub) – 5:02
- Wrong zenei videó – 3:23
- The Sun and the Moon and the Stars (Electronic Periodic's Microdrum Mix) – 4:04
- Miles Away/The Truth Is (Lagos Boys Choir Remix) – 4:06
- Wrong (Thin White Duke Remix) – 7:41
- Wrong (Magda's Scallop Funk Remix) – 6:23
- Wrong (D.I.M. vs. Boys Noize Remix) – 5:09
- Sounds of the Universe (rövidfilm) – 10:05
- Wrong (Trentemøller Remix Edit) – 5:45
- Jezebel (SixToes Remix) – 5:32
- Little Soul (Thomas Fehlmann Flowing Ambient Mix) – 9:20
- In Chains (Minilogue's Earth Remix) – 7:54
- Corrupt (Studio Session) – 4:54
- Little Soul (Studio Session) – 3:57
- Little Soul (Thomas Fehlmann Flowing Funk Dub) – 10:03
- Peace (Hervé's „Warehouse Frequencies” Remix) – 5:10
- Peace (The Japanese Pop Stars Remix) – 6:41
- In Sympathy (Live in Tel Aviv) – 5:18
- Walking in My Shoes (Live in Tel Aviv) – 6:24

#### Deluxe box set kiadás
3 CD-t és egy DVD tartalmazó különleges kiadvány a következő számokkal:
- CD1
  - A Standard CD 13 száma
- CD2
  - Light – 4:44
  - The Sun and the Moon and the Stars – 4:41
  - Ghost – 6:26
  - Esque – 2:17
  - Oh Well (Gore, Gahan) – 6:02
  - Corrupt (Efdemin Remix) – 6:29
  - In Chains (Minilogue's Earth Remix) – 7:54
  - Little Soul (Thomas Fehlmann Flowing Ambient Mix) – 9:20
  - Jezebel (SixToes Remix) – 5:33
  - Perfect (Electronic Periodic's Dark Drone Mix) – 5:21
  - Wrong (Caspa Remix) – 5:04
- CD3 (demók)
  - Little 15 – 4:16
  - Clean – 3:42
  - Sweetest Perfection – 3:23
  - Walking in My Shoes – 3:22
  - I Feel You – 4:03
  - Judas – 3:25
  - Surrender – 5:00
  - Only When I Lose Myself – 5:22
  - Nothing's Impossible – 5:02
  - Corrupt – 4:41
  - Peace – 4:33
  - Jezebel – 4:38
  - Come Back – 5:09
  - In Chains – 4:33
- DVD
  - Making the Universe (film) – 45:23
  - Usual Thing, Try and Get the Question in the Answer – 55:12
  - Sounds of the Universe (rövidfilm) – 10:05
  - Wrong (promocionális videó) – 3:16
  - Studio Sessions:
    - Corrupt – 4:08
    - Little Soul – 3:52
    - Stories of Old – 3:24
    - Come Back – 6:05

  - Sounds of the Universe (audió 5.1 surround hanggal)